# Belgisch kampioenschap schaken
Het Belgisch kampioenschap schaken is een nationaal toernooi dat georganiseerd wordt door de KBSB. De winnaar van het toernooi mag zich voor één jaar Belgisch kampioen noemen. Het toernooi wordt elk jaar in een andere schaakclub georganiseerd.
Deelnemende spelers moeten de Belgische nationaliteit bezitten. Het reglement zegt het volgende: "De nationale kampioenschappen staan open voor spelers die regelmatig aangesloten zijn en voldoen aan ten minste een van de volgende voorwaarden: 1. Belg zijn of voorkomen op de FIDE ELO-lijst van 1 januari onder België; 2. gedomicilieerd zijn in België vanaf 1 januari.".

## Ontstaan
De eerste onofficiële toernooien werden georganiseerd door de Brusselse Schaakkring. In 1920 werd op initiatief van de vier belangrijkste nationale clubs de Belgische Schaakbond opgericht: Brussel, Antwerpen, Gent en Luik. Het jaar daarop in 1921 vond het eerste officiële Belgische kampioenschap plaats.
Tijdens de eerste edities werden twee aparte titels toegekend: de titel van Belgisch kampioen , voorbehouden aan de nationale kampioenen, en de titel van federaal kampioen.
Sinds 1938 wordt er parallel daaraan ook een vrouwenkampioenschap georganiseerd. In 1970 werd de federatie omgedoopt tot Koninklijke Belgische Schaakbond en voortaan werd enkel nog de titel van Belgisch kampioen toegekend.

## Palmares Belgisch kampioenschap
| Jaar | Eindwinnaar(s)                                           | Stad                                                                        | Winnaars van het congres (1945-1961) georganiseerd als apart toernooi.                                                                                   | Opmerkingen |
| ---- | -------------------------------------------------------- | --------------------------------------------------------------------------- | --- | --- |
| 2025 | Sim Maerevoet                                            | Westerlo                                                                    | | 10 deelnemers |
| 2024 | Daniel Dardha                                            | Lier                                                                        | | 10 deelnemers |
| 2023 | Lennert Lenaerts                                         | Brugge                                                                      | | 10 deelnemers |
| 2022 | Daniel Dardha                                            | Brugge                                                                      | | 10 deelnemers |
| 2021 | Daniel Dardha                                            | Brugge                                                                      | | 10 deelnemers |
| 2020 | Alexandre Dgebuadze                                      | Brugge                                                                      | | 10 deelnemers |
| 2019 | Daniel Dardha                                            | Charleroi Roux                                                              | | 10 deelnemers |
| 2018 | Mher Hovhanisian                                         | Charleroi Roux                                                              | | 10 deelnemers |
| 2017 | Mher Hovhanisian                                         | Schaakliga Antwerpen (Niel)                                                 | | 10 deelnemers |
| 2016 | Tanguy Ringoir                                           | Schachfreunde Wirtzfeld (Butgenbach)                                        | | 10 deelnemers |
| 2015 | Mher Hovhanisian                                         | SK Oude God Mortsel (Schelle)                                               | | 10 deelnemers |
| 2014 | Geert Van der Stricht                                    | Charleroi                                                                   | | 10 deelnemers |
| 2013 | Tanguy Ringoir                                           | Antwerps Schaak Collectief                                                  | | 10 deelnemers |
| 2012 | Tanguy Ringoir                                           | SK Lommel                                                                   | | 10 deelnemers |
| 2011 | Bart Michiels                                            | Berchem                                                                     | | 10 deelnemers |
| 2010 | Mher Hovhanisian                                         | SK Rokade Westerlo                                                          | | 10 deelnemers |
| 2009 | Mher Hovhanisian blz409                                  | Royal Namur Échecs ASBL                                                     | | 10 deelnemers |
| 2008 | Bruno Laurent blz 400                                    | Schachklub Rochade Eupen-Kelmis VOG                                         | | 18 deelnemers |
| 2007 | Alexandre Dgebuadze blz 399                              | Royal Namur Échecs ASBL                                                     | | 18 deelnemers |
| 2006 | Shahin Mohandesi blz 396                                 | Royal Namur Échecs ASBL                                                     | | 18 deelnemers |
| 2005 | Alexandre Dgebuadze blz 394                              | KSK Pion Aalst                                                              | | 18 deelnemers |
| 2004 | Bart Michiels en Dgebuadze Alexandre blz 391             | SK Rokade Westerlo                                                          | | 18 deelnemers |
| 2003 | Geert Van der Stricht blz 387                            | Schachklub Rochade Eupen-Kelmis VOG                                         | | 18 deelnemers |
| 2002 | Alexandre Dgebuadze blz 383                              | Borgerhoutse SK                                                             | | 10 deelnemers |
| 2001 | Mikhail Gurevich blz 378                                 | Cercle Royal des Échecs de Charleroi ASBL                                   | | 10 deelnemers |
| 2000 | Vladimir Chuchelov blz 374                               | Koninklijke Gentse Schaakkring Ruy Lopez                                    | | 10 deelnemers |
| 1999 | Serge Vanderwaeren en Pieter Claesen blz 371             | Geelse SK Ons Schaakgenoegen                                                | | 10 deelnemers |
| 1998 | Ekrem Cekro blz 366                                      | Cercle Royal des Échecs de Liège et échiquier Liégeois                      | | 10 deelnemers, Cekro wint de play-off tegen Pieter Claessen met 1,5-0,5. |
| 1997 | Ekrem Cekro en Yuri Vetemaa blz 362                      | Koninklijke Gentse Schaakkring Ruy Lopez                                    | | 10 deelnemers |
| 1996 | Marc Dutreeuw blz 355                                    | Geelse SK Ons Schaakgenoegen                                                | | 10 deelnemers |
| 1995 | Ekrem Cekro blz 351                                      | Geelse SK Ons Schaakgenoegen                                                | | 10 deelnemers, Hans-Hubert Sonntag, die 6/9 punten heeft, verzaakt aan een play-ooff tegen Cekro. |
| 1994 | Ekrem Cekro blz 345                                      | Cercle Royal des Échecs de Charleroi ASBL                                   | | 14 deelnemers |
| 1993 | Gorik Cools blz 337                                      | Echiquier Visétois                                                          | | 14 deelnemers. Gorik Cools wint een driekamp tegen Kim Le Quang en Serge Vanderwaeren met 1,5 op 2. |
| 1992 | Michel Jadoul blz 328                                    | Morlanwelz                                                                  | | 14 deelnemers |
| 1991 | Richard Meulders blz 324                                 | Pion tot Dame Geraardsbergen                                                | | 14 deelnemers |
| 1990 | Michel Jadoul blz 317                                    | Schaakkring Brasschaat                                                      | | 14 deelnemers |
| 1989 | Richard Meulders blz 311                                 | Koninklijke Gentse Schaakkring Ruy Lopez                                    | | 14 deelnemers |
| 1988 | Michel Jadoul en Richard Meulders blz 307                | Cercle Royal des Échecs de Huy                                              | | 14 deelnemers. Een play-oof tussen Jadoul en Meulders eindigde op 2-2. |
| 1987 | Robert Schuermans blz 301                                | Schaakkring Pion 68 - Oostende                                              | | 6 deelnemers, boycot van de andere 8 deelnemers. |
| 1986 | Luc Winants blz 293                                      | Westland Chess de Bruxelles (Anderlecht)                                    | | 14 deelnemers |
| 1985 | Richard Meulders blz 290                                 | S.C. Jean Jaurès Gent                                                       | | 14 deelnemers |
| 1984 | Michel Jadoul blz 282                                    | Cercle Royal des Échecs de Huy                                              | | 14 deelnemers |
| 1983 | Alain Defize en Richard Meulders blz 277                 | Het Witte Paard Veurne                                                      | | 14 deelnemers |
| 1982 | Thierry Penson en Johan Goormachtigh blz 274             | SK Zwijnaarde                                                               | | 12 deelnemers |
| 1981 | Ronny Weemaes en Richard Meulders blz 268                | KSK Edgar Colle St-Niklaas                                                  | | 14 deelnemers |
| 1980 | Alain Defize blz 262                                     | KSK Edgar Colle St-Niklaas                                                  | | 24 deelnemers |
| 1979 | Gunter Deleyn blz 256                                    | Koninklijke Gentse Schaakkring Ruy Lopez                                    | | 32 deelnemers |
| 1978 | Richard Meulders blz 252                                 | Schachklub Rochade Eupen-Kelmis VOG                                         | | 40 deelnemers |
| 1977 | Ronny Weemaes blz 246                                    | Oostende                                                                    | | 30 deelnemers |
| 1976 | Gunter Deleyn blz 239                                    | Oostende                                                                    | | 24 deelnemers |
| 1975 | José Tonoli, Henri Winants en Johan Goormachtigh blz 229 | Koninklijke Gentse Schaakkring Ruy Lopez                                    | Paul Devos (BSB-kampioenschap in Brussel met 10 deelnemers (bron boek 100jarige Belgische schaakgeschiedenis), ene bron vermeld geen bondskampioenschap. | 24 deelnemers. Aangezien alle play-off wedstrijden in remise eindigen, wordt de titel aan de drie spelers toegekend.                                                                                        |
| 1974 | Jean Moeyersons blz 225                                  | O'Kelly Hasselt                                                             | | 20 deelnemers |
| 1973 | Robert Willaert blz 224                                  | Oostende                                                                    | Robert Willaert | 24 deelnemers |
| 1972 | Robert Willaert blz 219                                  | O'Kelly Hasselt                                                             | Friedhelm Freise | 24 deelnemers |
| 1971 | Josef Boey en Roeland Verstraeten blz 216                | Vliegend Peerd Bredene                                                      | Josef Boey en Roeland Verstraeten | 24 deelnemers Josef Boey versloeg Verstraeten in een beslissingstweekamp. |
| 1970 | Frits Van Seters                                         | S.C. Jean Jaurès Gent                                                       | | 24 deelnemers |
| 1969 | Helmut Schumacher blz 206                                | Cercle Royal des Échecs de Spa                                              | Helmut Schumacher | 24 deelnemers 5Zwitsers systeem 11 ronden) |
| 1968 | Robert Willaert en Albert Vandezande blz 204             | Cercle Royal des Échecs de Bruxelles ASBL                                   | Y. Ebrahimi 1ste Zwitserse systeem | 20 deelnemers |
| 1967 | Jan Rooze blz 200                                        | Koninklijke Oostendse Schaakclub                                            | Frits Van Seters in 1ste allroundtoernooi | 12 deelnemers |
| 1966 | Francis Cornelis blz 198                                 | Cercle Royal des Échecs de Bruxelles ASBL                                   | Frits Van Seters | 12 deelnemers |
| 1965 | Josef Boey blz 192                                       | Koninklijke Antwerpse Schaakkring                                           | Frits Van Seters | 12 deelnemers |
| 1964 | Josef (Jozef) Boey blz 187                               | Koninklijke Mechelse SK                                                     | Jozef Boey | 12 deelnemers |
| 1963 | Paul Limbos blz 184                                      | S.C. Jean Jaurès Gent                                                       | Paul Limbos | 12 deelnemers |
| 1962 | Robert Willaert blz 181                                  | Cercle Royal des Échecs de Bruxelles ASBL                                   | Frits Van Seters | 12 deelnemers |
| 1961 | Paul Limbos blz 179                                      | 't Zeepaardje Heist                                                         | Victor Soultanbeieff, (BSB-kampioenschap in Anderlecht met 10 deelnemers)                                                                                | 10 deelnemers |
| 1960 | Robert Willaert blz 176                                  | Gentse Schaakkring                                                          | Nikola Karaklajic (Joegoslavië) BSB-kampioenschap in Brussel met 10 deelnemers.                                                                          | 10 deelnemers. Play-off match. Pas nadat die op 1-1 eindigde. Het scheidingssysteem duidt Willaert aan als winnaar voor Lemaire (beiden 6,5/9). Nikola Karaklajic winnaar play-off match tegen Richard Rose |
| 1959 | Josef Boey en Alberic O'Kelly de Galway blz 174          | Koninklijke Blankenbergse Schaakclub                                        | Frits Van Seters (BSB-kampioenschap in Brussel met 12deelnemers).                                                                                        | 10 deelnemers, in de play-off remiseren Boey en O'Kelly drie keer, in de vierde wedstrijd kwam O'kelly niet opdagen. Beide spelers worden door de algemene vergadering van de BSB tot kampioen uitgeroepen. |
| 1958 | Alfons Franck blz 169                                    | Koninklijke Blankenbergse Schaakclub                                        | Josef Boey (BSB-kampioenschap in Mechelen met 8 deelnemers)                                                                                              | 10 deelnemers |
| 1957 | Alberic O'Kelly de Galway blz 166                        | Koninklijke Blankenbergse Schaakclub                                        | Victor Soultanbeieff, (BSB-kampioenschap in Antwerpen met 10 deelnemers)                                                                                 | 10 deelnemers |
| 1956 | Alberic O'Kelly de Galway blz 161                        | Koninklijke Blankenbergse Schaakclub                                        | Alberic O'Kelly de Galway, (BSB-kampioenschap in Brussel met 10 deelnemers)                                                                              | 10 deelnemers |
| 1955 | Jos Gobert blz 152                                       | Koninklijke Schaakkring Merksem                                             | BSB-kampioenschap geschorst | 10 deelnemers, Jos Gobert wint de titel na een play-off met Limbos en Lemaire. |
| 1954 | Jos Gobert blz 149                                       | Koninklijke Brugse Schaakkring                                              | BSB-kampioenschap geschorst | 10 deelnemers |
| 1953 | Alberic O'Kelly de Galway blz 147                        | Schachklub Rochade Eupen-Kelmis VOG                                         | Alberic O'Kelly de Galway, (BSB-kampioenschap in Antwerpen met 10 deelnemers)                                                                            | 10 deelnemers |
| 1952 | Alberic O'Kelly de Galway blz 138                        | Gentse Schaakkring                                                          | Alberic O'Kelly de Galway, (BSB-kampioenschap in Brussel met 10 deelnemers)                                                                              | 10 deelnemers |
| 1951 | Alberic O'Kelly de Galway blz 130                        | Verviers                                                                    | Alberic O'Kelly de Galway, (BSB-kampioenschap in Brussel met 10 deelnemers)                                                                              | 10 deelnemers |
| 1950 | Robert Lemaire blz 127                                   | Gentse Schaakkring                                                          | Frits Van Seters? Er is geen exacte informatie over BSB- kampioenschap.                                                                                  | 8 deelnemers |
| 1949 | Arthur Dunkelblum blz 125                                | Brugge                                                                      | Frits Van Seters (BSB-kampioenschap in Antwerpen met 10 deelnemers).                                                                                     | 10 deelnemers |
| 1948 | Paul Devos blz 122                                       | Brugge                                                                      | BSB-kampioenschap geschorst | 10 deelnemers |
| 1947 | Alberic O'Kelly de Galway blz 118                        | Oostende                                                                    | BSB-kampioenschap geschorst | 10 deelnemers |
| 1946 | Alberic O'Kelly de Galway blz 115                        | Koninklijke Antwerpse Schaakkring                                           | BSB-kampioenschap geschorst | 10 deelnemers,Alberic O'Kelly de Galway wint een play-off over 4 wedstrijden tegen Lemaire. |
| 1945 | Paul Devos blz 107                                       | Gentse Schaakkring                                                          | Paul Devos (BSB-kampioenschap in Brussel met 10 deelnemers)                                                                                              | 10 deelnemers |
| 1944 | Alberic O'Kelly de Galway blz 106                        | Cercle Royal des Échecs de Bruxelles ASBL                                   | Alberic O'Kelly de Galway / Louis Ambühl (Zwitserland)                                                                                                   | 9 deelnemers |
| 1943 | Alberic O'Kelly de Galway blz 102                        | Cercle Royal des Échecs de Bruxelles ASBL                                   | Victor Soultanbeieff | 11 deelnemers |
| 1942 | Alberic O'Kelly de Galway blz 101                        | Cercle Royal des Échecs de Bruxelles ASBL                                   | Frits Van Seters | 10 deelnemers |
| 1941 | Paul Devos blz 100                                       | Cercle Royal des Échecs de Bruxelles ASBL                                   | Paul Devos | 10 deelnemers |
| 1940 | Paul Devos blz 99                                        | Gentse Schaakkring                                                          | Frits Van Seters | 8 deelnemers |
| 1939 | Niet gespeeld                                            | (Cercle Royal des Échecs de Liège et échiquier Liégeois)                    | | Alleen het vrouwenkampioenschap werd gehouden. |
| 1938 | Alberic O'Kelly de Galway blz 94                         | Namen                                                                       | Alberic O'Kelly de Galway | 10 deelnemers |
| 1937 | Alberic O'Kelly de Galway blz 90                         | Cercle Royal des Échecs de Bruxelles ASBL                                   | Alberic O'Kelly de Galway | 11 deelnemers, de play-off werd gewonnen met 2,5-0,5 tegen Devos, die opgaf in de laatste wedstrijd. |
| 1936 | George Koltanowski blz 83                                | Gentse Schaakkring                                                          | George Koltanowski | 9 deelnemers, 2 andere niet officiële kampioenschappen worden in Brussel georganiseerd door een groep spelers.                                                                                              |
| 1935 | Arthur Dunkelblum blz 78                                 | Koninklijke Antwerpse Schaakkring                                           | Buruch Dyner (Polen)/ | 9 deelnemers |
| 1934 |                                                          | Luik                                                                        | Victor Soultanbeieff (Rusland) blz 74 | 8 deelnemers, de titel van BK wordt niet toegekend, aangezien de eerste Belg met minder dan 50% in het congress onder het gemiddelde scoorde.                                                               |
| 1933 | Paul Devos blz 72                                        | Cercle Royal des Échecs de Bruxelles ASBL                                   | Buruch Dyner (Polen)/ | 8 deelnemers |
| 1932 | Isodore Kornreich blz 67                                 | Cercle Royal des Échecs de Bruxelles ASBL                                   | Boruch Dyner (Polen)/Victor Soultanbeieff (Rusland) | 9 deelnemers |
| 1931 | Marcel Barzin blz 64                                     | Cercle Royal des Échecs de Bruxelles ASBL                                   | | 8 deelnemers (toernooi gespeeld zonder beste Belgen) |
| 1930 | George Koltanowski blz 61                                | Cercle Royal des Échecs Vervietois (C.R.E.V.)                               | George Koltanowski | 5 deelnemers |
| 1929 | Edgard Colle blz 60                                      | Cercle Royal des Échecs de Bruxelles ASBL Koninklijke Antwerpse Schaakkring | Edgard Colle | 3 deelnemers. |
| 1928 | Edgard Colle blz 59                                      | Gentse Schaakkring                                                          | Edgard Colle | 4 deelnemers gespeeld in februari 1929 |
| 1927 | George Koltanowski blz 58                                | Hôtel de la Paix, Gent                                                      | | George Koltanowski wint het kwalificatie congress, maar de geplande vierkamp tussen Colle, Tackels, Koltnowski en Censer vindt niet plaats.                                                                 |
| 1926 | Edgard Colle blz 54                                      | Gent / Brussel                                                              | | Geen congres, Colle verslaat A. Tackels in maart 1927. |
| 1925 | Edgard Colle blz 48                                      | Gentse Schaakkring/ Brussel                                                 | Edgard Colle | 6 deelnemers aan Brussels congres, Colle verslaat Koltanowski in de wedstrijd in Gent |
| 1924 | Edgard Colle blz 42                                      | Cercle Royal des Échecs de Bruxelles ASBL                                   | Edgard Colle | 6 deelnemers |
| 1923 | George Koltanowski blz 39                                | Gentse Schaakkring                                                          | George Koltanowski | 7 deelnemers |
| 1922 | Edgard Colle blz 34                                      | Antwerpen                                                                   | Edgard Colle | 5 deelnemers |
| 1921 | Nicolas Boruchowitz blz 22                               | Cercle Royal des Échecs de Bruxelles ASBL                                   | Nicolas Boruchowitz | 7 deelnemers |
| 1913 | F-H. Königs                                              | Cercle Royal des Échecs de Bruxelles ASBL                                   | | Titel gebaseerd op reputatie, geen wedstrijd/ toernooi bekend |
| 1911 | F-H. Königs blz 21                                       | Cercle Royal des Échecs de Bruxelles ASBL                                   | | Titel gebaseerd op reputatie, geen wedstrijd/ toernooi bekend |
| 1906 | E.E. Middleton blz 19                                    | Cercle Royal des Échecs de Bruxelles ASBL                                   | | Wedstrijd tegen F.H.Köning |
| 1905 | E.E. Middleton blz 10                                    | Cercle Royal des Échecs de Bruxelles ASBL                                   | | Wedstrijd tegen F.H.Köning |
| 1901 | Eugène Pécher blz 8                                      | Cercle Royal des Échecs de Bruxelles ASBL                                   | | Titel gebaseerd op reputatie, geen wedstrijd/ toernooi bekend |

## Palmares Belgisch kampioenschap voor de vrouwen
| Jaar | Nationaal kampioene                       | Organiserende club of plaats              | deelnemers    | opmerking |
| ---- | ----------------------------------------- | ----------------------------------------- | ------------- | --- |
| 2025 | Lascar, Radoslawa                         | Westerlo                                  | 5 deelnemers  | Belgisch Kampioenschap van 5/07 tot 13/06 Rokade Westerlo en Liga Antwerpen |
| 2024 | Muetsch, Annmarie                         | Lier                                      | 13 deelnemers | Belgisch Kampioenschap van 6/07 tot 14/07 ChessLooks Lier en Liga Antwerpen |
| 2023 | Diana Musabayeva                          | Brugge                                    | 7 deelnemers  | Open Brugse Meesters 2023 van 12/08 tot 18/08 |
| 2022 | Tyani De Rycke                            | Brugge                                    | 9 deelnemers  | Open Brugse Meesters 2022 van 13/08 tot 19/08 |
| 2021 | Hanne Goossens                            | Brugge                                    | 9 deelnemers  | Open Brugse Meesters 2021 van 14/08 tot 20/08 |
| 2020 | Wiebke Barbier                            | Brugge                                    | 10 deelnemers | Open Brugse Meesters 2020 van 15/08 tot 23/08 |
| 2019 | Sarah Dierckens                           | Cercle Royal des Echecs de Charleroi ASBL | 2 deelnemers  | Open van Charleroi 2019 van 27/07 tot 3/08 |
| 2018 | Hanne Goossens                            | Cercle Royal des Echecs de Charleroi ASBL | 5 deelnemers  | Open van Charleroi 2018 van 28/07 tot 4/08 |
| 2017 | Wiebke Barbier                            | Schaakliga Antwerpen                      |               | |
| 2016 | Hanne Goossens                            | Schachfreunde Wirtzfeld                   | 6 deelnemers  | |
| 2015 | Hanne Goossens                            | SK Oude God Mortsel                       |               | |
| 2014 | Astrid Barbier                            | Cercle Royal des Echecs de Charleroi ASBL | 13 deelnemers | Open van Charleroi 2014 |
| 2013 | Irina Gorshkova                           | Antwerps Schaak Collectief                | 4 deelnemers  | Van 6/07 -14/07 |
| 2012 | Wiebke Barbier                            | SK Lommel                                 |               | |
| 2011 | Anna Zozulia                              | SK Rokade Westerlo                        |               | |
| 2010 | Wiebke Barbier blz 240                    | SK Rokade Westerlo                        |               | |
| 2009 | Hanne Goossens blz 411                    | Royal Namur Échecs ASBL                   |               | Hanne werd 12de met 6,5p in de open reeks. |
| 2008 | Wiebke Barbier / Marigje Degrande blz 408 | Schachklub Rochade Eupen-Kelmis VOG       | 10 deelnemers | We konden niet met zekerheid bepalen wie de titel won in dit dameskampioenschap. Het resultaat van het spel Marigje Degrande (1813) vs Wiebke Barbier (1485) is onderworpen aan oneindig discussies ... De eerstgenoemde (reeds kampioen in 2006 en 2007) viel de vlag met "koning en loper" tegen "koning en toren" na het claimen van remise. |
| 2007 | Marigje Degrande blz 399                  | Royal Namur Échecs ASBL                   | 10 deelnemers | |
| 2006 | Marigje Degrande blz 398                  | Royal Namur Échecs ASBL                   | 11 deelnemers | |
| 2005 | Elena Van Hoecke blz 395                  | KSK Pion Aalst                            | 19 deelnemers | |
| 2004 | Heidi Vints blz 393                       | Westerlo                                  | 6 deelnemers  | |
| 2003 | Irina Gorshkova blz 390                   | Eupen                                     |               | Irina Gorshkova wint de titel als beste dame op het Open. |
| 2002 | Sophie Brion blz 386                      | Borgerhout                                | 10 deelnemers | |
| 2001 | Irina Gorshkova blz 382                   | Cercle Royal des Echecs de Charleroi ASBL | 9 deelnemers  | |
| 2000 | Irina Gorshkova blz 377                   | Gent                                      | 12 deelnemers | |
| 1999 | Iris Neels blz 373                        | Geel                                      | 10 deelnemers | |
| 1998 | Chantal Vandevoort blz 370                | Luik                                      | 5 deelnemers  | |
| 1997 | Snezana Micic blz 365                     | Gent                                      | 10 deelnemers | |
| 1996 | Snezana Micic blz 361                     | Geel                                      | 10 deelnemers | |
| 1995 | Greta Foulon blz 354                      | Geel                                      | 5 deelnemers  | Speel met systeem de dubbele ronden |
| 1994 | Greta Foulon blz 350                      | Charleroi                                 | 7 deelnemers  | |
| 1993 | Greta Foulon blz 344                      | Visé                                      |               | Greta Foulon is best geplaatst in de Open |
| 1992 | Martina Sproten blz 335                   | Morlanwelz                                |               | 3 dames deden mee aan de Open. Martina Sproten won op scheidingspunten van Greta Foulon |
| 1991 | Anne-Marie Maeckelbergh blz 327           | Van Pion tot Dame Geraardsbergen          | 8 deelnemers  | |
| 1990 | Martine Van Hecke blz 323                 | Schaakkring Brasschaat                    | 8 deelnemers  | |
| 1989 | Gina Finegold-Linn blz 315                | Koninklijke Gentse Schaakkring Ruy Lopez  | 9 deelnemers  | Mevrouw Finegold-Linn is Amerikaanse staatsburger |
| 1988 | Chantal Vandevoort blz 310                | Cercle Royal des Echecs de Huy            | 7 deelnemers  | |
| 1987 | Viviane Caels blz 306                     | Oostende                                  | 10 deelnemers | |
| 1986 | Viviane Caels blz 300                     | Anderlecht                                | 10 deelnemers | |
| 1985 | Isabel Hund blz 292                       | Gent                                      | 14 deelnemers | Mevrouw Hund is Duitse staatsburger |
| 1984 | Simonne Peeters blz 289                   | Huy                                       | 7 deelnemers  | |
| 1983 | Simonne Peeters blz 281                   | Veurne                                    | 16 deelnemers | |
| 1982 | Brenda Decorte blz 276                    | Zwijnaarde                                | 10 deelnemers | |
| 1981 | Simonne Peeters blz 273                   | KSK Edgar Colle St-Niklaas                | 9 deelnemers  | |
| 1980 | Simonne Peeters blz 267                   | Sint-Niklaas                              | 5 deelnemers  | |
| 1979 |                                           |                                           |               | Niet gespeeld |
| 1978 |                                           |                                           |               | Niet gespeeld |
| 1977 |                                           |                                           |               | Niet gespeeld |
| 1976 |                                           |                                           |               | Niet gespeeld |
| 1975 | Brenda Decorte                            | Gent                                      |               | |
| 1974 |                                           |                                           |               | Niet gespeeld |
| 1973 |                                           |                                           |               | Niet gespeeld |
| 1972 |                                           |                                           |               | Niet gespeeld |
| 1971 |                                           |                                           |               | Niet gespeeld |
| 1970 | Caroline Vanderbeken blz 214              | Koninklijke Gentse Schaakkring Ruy Lopez  | 8 deelnemers  | Vanderbeken wint de play-off tegen Louise Loeffler met 1,5-0,5 |
| 1969 |                                           |                                           |               | Niet gespeeld |
| 1968 | Elisabeth Cuypers blz 205                 | Antwerpen                                 |               | |
| 1967 | Louise Loeffler blz 201                   | Gent                                      | 10 deelnemers | |
| 1966 |                                           |                                           |               | Niet gespeeld |
| 1965 |                                           |                                           |               | Niet gespeeld |
| 1964 | Simone Lancel blz 191                     | Mechelen                                  |               | |
| 1963 |                                           |                                           |               | Niet gespeeld |
| 1962 | Louise Loeffler en Louisa Ceulemans       | Moerbeke                                  |               | In de boek van 100 jarig bestaan van de KBSB sta er niet gespeeld |
| 1961 | Louise Loeffler blz 180                   | Heist-aan-zee                             | 4 deelnemers  | |
| 1960 | Louise Loeffler                           | Gent                                      |               | |
| 1959 | Louise Loeffler blz 174                   | Blankenberge                              | 5 deelnemers  | |
| 1958 | Louise Loeffler                           | Blankenberge                              |               | |
| 1957 | Louisa Ceulemans                          | Blankenberge                              |               | |
| 1956 | Louisa Ceulemans blz 163                  | Gent                                      | 6 deelnemers  | Ceulemans wint een play-off tegen Louise Loeffler met 1,5-0,5 |
| 1955 | Louisa Ceulemans blz 157                  | Mechelen                                  | 6 deelnemers  | |
| 1954 | Louise Loeffler blz 151                   | Elsene                                    | 6 deelnemers  | Play-off Loeefler - De Proost Madeleine 1-0 |
| 1953 | Simone Bussers                            |                                           |               | |
| 1952 | Simone Bussers blz 141                    | Antwerpse SK                              | 3 deelnemers  | |
| 1951 | Simone Bussers blz 137                    | Cercle Royal des Echecs de Bruxelles ASBL | 4 deelnemers  | Dit was het Belgische vrouwenkampioenschap uit 1950, dat steeds werd uitgesteld tot begin 1951. Regerend kampioen Bussers kreeg gezelschap van twee Brusselse speelsters om de titel te strijden. De laatste twee wedstrijden, tussen Bussers en Bollekens, vonden plaats in Antwerpen, maar het is perfect mogelijk dat de andere vier in Brussel werden gespeeld. Zoals verwacht won Bussers eenvoudig. Alle informatie die ik heb is afkomstig van Volsgazet.                                                      |
| 1950 | Simone Bussers                            | Antwerpen en Brussel                      | 3 deelnemers  | Dit was het Belgisch kampioenschap voor vrouwen van 1949, wens werd uiteindelijk gespeeld in 1950. Vreemd genoeg gebeurde hetzelfde het jaar erna – met exact hetzelfde eindklassement. Een van de wedstrijden van deze editie werd in Brussel gespeeld, maar ik ben er niet zeker van dat de andere wedstrijden op dezelfde plaats werden gespeeld. Bron Volksgazet |
| 1949 | Simone Bussers blz 126                    | Antwerpen                                 | 7 deelnemers  | De BK's voor dames van 1948-1951 waren een beetje ingewikkeld. Het BK voor 1948 werd pas in 1949 gespeeld in Antwerpen. Er begonnen 8 deelneemsters, maar één daarvan trok zich terug. Het BK van 1949 werd gespeeld in 1950 met 3 deelneemsters, minstens gedeeltelijk in Brussel. Het BK van 1950 werd gespeeld in 1951 met 3 deelneemsters, minstens gedeeltelijk in Antwerpen. Het BK van 1951 vond plaats in het najaar van 1951 in Antwerpen met 4 speelsters. Al deze toernooien werden gewonnen door Bussers. |
| 1948 |                                           |                                           |               | Niet gespeeld |
| 1947 | Spoormans blz 121                         | Antwerpen                                 | 6 deelnemers  | |
| 1946 |                                           |                                           |               | Niet gespeeld |
| 1945 | Elisabeth Cuypers blz 114                 | Antwerpen                                 | 8 deelnemers  | |
| 1944 | Marianne Stoffels blz 106                 | CE Brussel                                |               | |
| 1943 | Elisabeth Cuypers blz 105                 | CE Brussel                                | 4 deelnemers  | |
| 1942 | Marianne Stoffels blz 101                 | CE Brussel                                |               | 5 deelnemers |
| 1941 | Elisabeth Cuypers blz 100                 | Antwerpen                                 |               | 5 deelnemers |
| 1940 | Marianne Stoffels blz 99                  | Gent                                      |               | |
| 1939 | Marianne Stoffels blz 97                  | Luik                                      |               | Het herenkampioenschap ging door in Luik, ook het vrouwenkampioenschap. 5 deelnemers |
| 1938 | Marianne Stoffels blz 95                  | Antwerpen                                 |               | 4 deelnemers winnares: Mvr. Roos uit VS |

## Palmares Belgisch Jeugdkampioenschap
Hieronder staan de resultaten van het Belgisch Jeugdkampioenschap.
Gestart 1951 in Antwerpen met één reeks, gegroeid tot 1980 met 5 reeksen en 1 meisjes kampioen. In 1992 gestart met een gesloten junioren reeks, In 1993 waren de meisjes kampioenen per reeks al aanwezig. De naam gesloten werd vervangen door elite in 1998. In 1992 kwamen de pionnen erbij. In 1999 werd er een elite reeks opgericht. Vanaf 2000 waren we vertrokken met kampioenen in alle reeksen. In 2006 kwam de formule van iedere speler met ouders te laten slapen in het hotel waar de speelzaal is. Dat leidt tot een groot succes van meer dan 400 deelnemers in Blankenberge.  
| Jaar | Locatie                                         | Eindwinnaar(s) |
| ---- | ----------------------------------------------- | --- |
| 2025 | Blankenberge Bycco                              | U20 : Anciaux, Adrien, U18 : Dreelinck, Jacob, U16 : Vandenhole, Kobe, U14 : Ruzhansky, Elias, U12 : Toledo, Hillel, U10 : Verbeke, Basiel en U8 : Patel, Shivaansh F20: De Rycke, Tyani, F18: Musabayeva, Diana, F16: Pereira Garza, Cecilia, F14: Pribylla, Amelia, F12: Decraene, Eden, F10: Ramraj, Rudrakshi en F8: Huynh, Rosie Dieu Lam. 9 ronden van van 2 maart tot 8 maart, geen aparte meisjesgroepen. |
| 2024 | Turnhout                                        | U20: Joppe Raats, U18: Amir Zouaghi, U16: Kobe Vandenhole, U14: Elias Ruzhansky, U12: Hillel Toledo, U10: Basiel Verbeke, U8: Miro Ok F20: Tyani De Rycke, U18: Dana Faybish, U16: Hailey Vermeulen, U14: Cecilia Pereira Garza, U12: Amelia Pribylla, U10: Oriana Babbi, U8: Claire Cornil. 7 ronden op 4 dagen, van 9/05 tot 12/05, geen aparte meisjesgroepen. |
| 2023 | Blankenberge                                    | U20 : Benjamin Faybish, U18 : Arne Nemegeer, U16 :Jacob Dreelinck, U14 : Maxime Hauchamps, U12 : Elias Ruzhansky, U10 : Hillel Toledo, U8 : Basiel Verbeke, F20: Daria Vanduyfhuys, F18: Tyani De Rycke, F16: Diana Musabayeva, F14: Lotus Decraene, F12: Amelia Pribylia, F10: Lila Merle, F8: Maud De Groof. Er waren geen aparte meisjesgroepen meer dit jaar. Niet in Paasverlof wel in Krokusverlof van 19/02 tot 25/02. |
| 2022 | Blankenberge                                    | U20 : Sterre Dauw, U18 : Merlijn Van Volsem, U16 : Jacob Dreelinck, U14 : Maxime Hauchamps, U12 : Elias Ruzhansky, U10 : Khoi Nguyen, U8 : Jonathan Van Heinsbergen, F20 : Daria Vanduyfhuys, F18 : Tyani De Rycke, F16 : Diana Musabayeva, F14 : Maya Burssens, F12 : Cecilia Pereira Garza, F10 : Yesina Lukin, F8 : Eden Decraene. |
| 2021 | Blankenberge                                    | U20 : Sim Maerevoet, U18 : Benjamin Faybish, B16 : Joppe Raats, B14 : Jacob Dreelinck, B12 : Filippos Raptis, B10 : Elias Ruzhansky, B8 : Hillel Toledo, F20: Fleur Swennen, F18:Ines Dellaert, F16 : Tyani De Rycke, F14 : Diana Musabayeva, F12 : Lotus Decraene, F10 : Khanh Pham Kieu, F8 : Anna Dardha. 7 ronden op 4 dagen door corvid maatregelingen. |
| 2020 | n.v.t. door covid geen BJK wel online.          | BJK online Rapid: U20: William Boudry, U18: Laurent Huynh, U16: Merlijn Van Volsem, U14: Arne Nemegeer, U12: Maxime Hauchamps, U10: Elias Ruzhansky, U8: Arne Stroobant. F18: Daria Vanduyfhuys, F16: Tyani De Rycke, F14: Diana Musabayeva, F12: Maya Burssens, F10: Lotus Decraene, F8: Amélia Prybilla. |
| 2019 | Blankenberge                                    | U20 : Arno Sterck, U18 : Jasper Beukema, U16: Lev Akulov, U14: Nils Heldenbergh, U12: Pjotr Cappan U10: Mateo Plomp, U8: Jens Cuyvers F20 : Sara Temmerman, F18: Fleur Swennen, F16: Daria Vanduyfhuys, F14: Tyani De Rycke, F12: Diana Musabayeva, F10: Lotus Decraene, F8: Khanh Pham Kieu, |
| 2018 | Blankenberge                                    | U20: Deon Lee, U18: Jasper Beukema, U16: Warre De Waele, U14: Dardha Daniel, GM geworden in 2021, U12: Mikhail Akulov, U10: Hugo Froeyman, U8: Yaroslav Akulov F20: Daria Vanduyfhuys, F18: Sofie Huettl, F16: Alicia Akulova, F14: Tyani De Rycke, F12: Karina Gulieva, F10: Maya Burssens, F8: Lotus Decraene |
| 2017 | Blankenberge<refname="juniorchessBulletin-1" /> | U20: Maarten De Vleeschauwer, U18: Arno Sterck, U16: Warre De Waele, U14: Rune Liveyns, U12: Daniel Dardha, U10: Pjotr Cappan, U8: Hugo Froeyman F20: Daria Vanduyfhuys, F18: Sara Temmerman, F16: Fleur Swennen, F14: Juliette Sleurs, F12: Karina Gulieva, F10: Diana Musabayeva, F8: Eloise Jortay |
| 2016 | Blankenberge                                    | U20: Stefan Beukema, U18: Nicola Capone, U16: Thijs De Bock, U14: Dries Van Malder, U12: Anthony Mitran, U10: Mikhail Akulov, U8: Hovannes Ettibaryan F20: Astrid Barbier, F18: Sara Temmerman, F16: Sofie Huettl, F14: Daria Vanduyfhuys, F12: Marie Dgebuadze, F10: Karen Deleu, F8: Anastasia Ahn |
| 2015 | Blankenberge                                    | Elite: Stefan Beukema, U20: Mathias Lootens,U18: Yordi De Block, U16: Arno Sterck, U14: Jasper Beukema, U12: Lev Akulov, U10: Daniel Dardha, U8: Amir Zouaghi F20: Natacha Mabille, F18: Clara Wertz, F16: Sara Temmerman, F14: Fleur Swennen, F12: Daria Vanduyfhuys, F10: Louise Vanderstappen, F8: Hoara Roose |
| 2014 | Blankenberge                                    | Elite: Nathan De Strycker, U20: Emiel Vandewiele, U18: Miguel Van De Vaerd, U16: Ulvi Sadikov, U14: Jasper Beukema, U12: Natan Pirard, U10: Anthony Mitran, U8: Mikhail Kratranov F20: Annelies Cuvelier, U18: Astrid Barbier, U16: Sarah Massay, U14: Fleur Swennen, U12: Alicia Katranova, U10: Ines Dellaert, U8: Karen Deleu. |
| 2013 | Blankenberge                                    | Elite: Rein Verstraeten, U20: Benjamin Decrop, U18: Quentin Fontaine,(U20 en U18 was één groep) U16: Ben Tuerlinckx, U14: Vadim Jamar, U12: Jasper Beukema, U10: Anthony Mitran, U8: Joppe Raats. F20: Annelies Cuvelier, F18:Natacha Mabille, F16: Clara Wertz, F14: Sofie Huettl, F12: Fleur Swennen, F10: Marie Dgebuadze, F8: Louise Vanderstappen. |
| 2012 | Brugge                                          | Elite: Stefan Beukema, U20: Sander Vandevenne, U18: Joris Verhelst, U16: Quentin Fontaine, U14: Ben Tuerlinckx, U12: Samuel Vandeputte, U10: Laurent Huynh, U8: Anthony Mitran F20: Michelle Gijsen, F18: Annelies Cuvelier, F16: Astrid Barbier, F14: Iris Verstraeten, F12: Elsa Blond, F10: Clara Godart, F8: Ines Dellaert. Uitzonderlijk niet met de familie formule georganiseerd. |
| 2011 | Houffalize                                      | Elite: Stefan Beukema, U20: Willem Van Melkebeke, U18: François Godart, U16: Rein Verstraeten, U14: Lennert Lenaerts, U12: Nicola Capone, U10: Natan Pirard, U8: Nathaniel Faybish F20: Marigje Degrande, F18: Michelle Gijsen, F16: Natacha Mabille, F14: Maxime Faymonville, F12: Iris Verstraeten, F10: Kristina Gombusuren, F8: Ines Dellaert. |
| 2010 | Houffalize                                      | Elite: Maarten Larmuseau, U20: Stefan Beukema, U18: Mark Poskic, U16: Pieter Saligo, U14: Nathan Gullentops, U12: Nicola Capone, U10: Laurent Marchal, U8: Danill Bogdanov en Nathaniel Faybish F20: Nele Vanhuyse, F18: Charlotte Schroer, F16: Eva Baekelant, F14: Lisa Lagaert, F12: Yvonne Esser, F10: Kristina Gombosuren, F8: Clara Godart. |
| 2009 | Houffalize                                      | Elite: Thibaut Maenhout, U20: Arvid Viaene, U18: Maarten Larmurseau, U16: Yordi Schaeken, U14: Thibault Réal, U12: Nathan Gullentops, U10: Nicola Capone, U8: Jasper Beukema F20: Evy De Weird, F18: Hanne Goossens, F16: Michelle Gijsen, F14: Eva Baekelant, F12: Maxime Faymonville, F10: Iris Verstraeten, F8: Kristina Gombosuren. Thibaut Maenhout 4de titel absoluut record. |
| 2008 | Oostende                                        | Elite: Nils Nijs, U20: Dimitri Allaert, U18: Arno Bomans, U16: Glen De Schampheleire, U14: Tanguy Ringoir GM geworden in 2015, U12: Stefan Beukema, U10: Lennert Lenaerts, U8: Rupert Hoop. F20: Marijke Mensch F18: Evy De Weird, F16: Hanne Goossens, F14: Eva Baekelant, F12: Lisa Lagaert, F10: Emma Tomme, F8: Kristina Gombusuren U18 en U20 waren nog 1 reeks |
| 2007 | Oostende                                        | Elite: Thibaut Vandenbussche, U20: Lennart De Bock, U18: Robin Leenaerts, U16: Stief Gijsen, U14: Pieter Reyniers, U12: Jason Vandenberghe, U10: Nathan Gullentops, U8: Hendrik Decrop. F20: Elena Van Hoecke, F18: Eva Baekelant, F16: Hanne Goossens, F14: Soraya Van De Moortel, F12: Laura Saligo, F10: Eva Baekelant, F8: Iris Verstraeten. |
| 2006 | Oostende                                        | Elite: Thibaut Maenhout, Junioren: Thibaut Vandenbussche, Scholieren: Robin Leenaerts, Kadetten: Stef Soors, Miniemen: Pieter Saligo, Pionnen: Nathan Gullentops. Meisjeskampioenen: Junioren: Sarah Dierckens, Scholieren: Evelien Moernaut, Kadetten: Hanne Goossens, Miniemen Eva Baekelant, Pionnen Lisa Lagaert. Bij de pionnen was de winnaar Lisa Lagaert, maar de titel ging naar Nathan Gullentops. |
| 2005 | Eupen                                           | Elite: Thibaut Maenhout, Junioren: Semen Minyeyevtsev, Junioren -18: Galeh Khonghaloos, Scholieren: Wouter Gryson, Kadetten: Reinald Van Praet, Miniemen: Nils Nijs, Pionnen: Stefan Beukema. Meisjeskampioenen: Junioren -20: Barbara Coddens, Junioren -18j: Sarah Dierckens, Scholieren: Ava Vandekerckhove, Kadetten: Evelien Moernaut, Miniemen: Soraya Van De Moortel, Pionnen: Eva Baekelant. |
| 2004 | Worricken                                       | Elite: Thibaut Maenhout, Junioren -20: Luc Vanstreel, Junioren -18: Thibaut Vandebussche,Scholieren: Jo Devriendt, Kadetten: Mouloud Doudou, Miniemen: Yasseen Chaudhary, Pionnen: Pieter Saligo. Meisjeskampioenen: Junioren -18: Sylvie De Gueldre, Scholieren: Vicky de Gueldre, Kadetten: Evelien Moernaut, Miniemen: Hanne Goossens, Pionnen: Helene Maenhout. |
| 2003 | La Louvière                                     | Elite: Steven Giernaert, Junioren Benjamin Tonoli, Scholieren Sebastien Lentz, Kadetten Florian Pierard, Miniemen: Stief Gijsen, Pionnen: Nils Nijs. Meisjeskampioenen: Junioren: Sylvie De Gueldre, Scholieren: Vicky De Gueldre, Kadetten: Estelle Wirickx, Miniemen: Evelien Moernaut, Pionnen: Michelle Gijsen. Voor het eerst in de geschiedenis haalt een speler driemaal de titel binnen van Jeugdkampioen Steven Geirnaert. |
| 2002 | Brugge                                          | Elite: Steven Geirnaert, Junioren: David Houdart, Scholieren: Kevin Noiroux, Kadetten: Amra Dorjbayar, Miniemen: Sven Forster, Pionnen: Bajsangur Gelagaev Meisjeskampioenen: Junioren: Cécile Fontaine, Scholieren: Sylvie De Gueldre, Kadetten: Vicky De Gueldre, Miniemen: Deborah Ongenaert, Pionnen: Marigje Degrande. |
| 2001 | Eupen                                           | Elite: Steven Geirnaert, Junioren: Jeroen Delaere, Scholieren: Ruben Akhayan, Kadetten: yannick Dufait, Miniemen: Nicolas Vanderhallen, Pionnen Reinald Van Praet Meisjeskampioenen: Junioren: Ludwig Isabelle, Scholieren: Sophie Brion, Kadetten: Charlotte Maggen, Miniemen: Sofie Goormachtigh, Pionnen: Gaukhar Masgutova. |
| 2000 | De Haan                                         | Elite: Piet Devos (Kortrijk), Junioren -20: Nouri Zouaghi, Junioren -18: Xavier Meeuwissen, Scholieren: Lorin D'Costa, Kadetten: Bart Michiels GM geworden in 2013, Miniemen: Thibaut Maenhout en Philip Cornelissen, Pionnen: Florian Pierard Meisjeskampioenen: Junioren -20: Iris Van Steenwinckel, Junioren -18: Greet Van Laecke, Scholieren: Sophie Brion, Kadetten: Sylvie De Gueldre, Miniemen: Vicky De Gueldre, Pionnen: Marigje Degrande. |
| 1999 | TSMechelen                                      | Elite: Nouri Zouaghi, 10 deelnemers , meisjes Florence Vermeulen |
| 1999 | Vielsalm                                        | Junioren -20 Nouri Zouaghi en -18: Ernst, Jean-Philippe , Scholieren: Steven Geirnaert, Kadetten: Bart Michiels, Miniemen: Sebastien Lentz, Pionnen: Hendrik Ponnet (de -20j+ -18j spelen te samen in 1 reeks gewonnen door Ernst Jean-Philippe. Meisjeskampioenen: Junioren -20: Florence Vermeulen, Junioren -18: Iris Van Steenwinckel, Scholieren: Emilie Vermeulen, Kadetten: Sophie Brion, Miniemen: Roxanne Solyomvari, Pionnen: Sofie Goormachtigh. |
| 1998 | Oostende                                        | Elite (Leuven) Mathias De Wachter. Junioren gesloten: Tom Piceu, Junioren open: Nouri Zouaghi, Scholieren: Mehdi Raoui, Kadetten: Christophe Gregoir, Miniemen: Bart Michiels, Pionnen: Florian Pirard Meisjeskampioenen: Junior Open: Florence Vermeulen, Scholieren: Emilie Vermeulen, Kadetten: Cecile Fontaine, Miniemen: Saroya Jacobs, Pionnen: Vicky Degueldre. Driemaal werd de gesloten groep apart georganiseerd in de krokusvakantie. Vanaf 2001 viel dit terug samen met de open groepen. |
| 1997 | Vielsalm                                        | Junioren gesloten: Mathias De Wachter, Junioren -18 gesloten: Nouri Zouaghi, Junioren open: Steff Helsen, Scholieren: Jean-Philip Ernst, Kadetten: Bram Vermeulen, Miniemen: Bart Michiels, Pionnen: Sebastien Lentz. Meisjeskampioenen: Junioren -18 (gesloten): Iris Neels, Junioren open: Florence Vermeulen, Scholieren: Iris Van Steenwinckel, Kadetten: Emilie Vermeulen, Miniemen: Sophie Brion, Pionnen: Marie Mentes. |
| 1996 | Malmedy                                         | Junioren gesloten: Maarten Praet, Junioren open: Andy Maréchal, Scholieren: Linton Donovan, Kadetten: Philippe Verduyn, Birger Schrevens en Ugo Colesanti, Miniemen: Steven Geirnaert, Pionnen: Bart Michiels Meisjeskampioenen: Junioren open: Stien Storme, Scholieren: Florence Vermeulen, Kadetten: Emilie Vermeulen, Kadetten: Eileen De Vlieger, Miniemen: ???, Pionnen: Saroya Jacobs. Kadetten: er was een levendige discussie over de titel; de arbiter veranderde de scheidingssystemen in ronde 7, omdat zijn computer de juiste niet kon berekenen. Achteraf kwam de sportcommissie van de bond met een bizar voorstel dat door iedereen werd verworpen. Eindbeslissing: de gelijk geëindigden werden allen uitgeroepen tot kampioen. |
| 1995 | Brussel                                         | Junioren gesloten: Maarten Praet, Junioren -18 gesloten: Andy Maréchal, Junioren open: S De Vreese, Scholieren: Christophe Schreiber, Kadetten: Linton Donovan, Miniemen: Birger Schrevens, Pionnen: Bram Vermeulen. Meisjeskampioenen: Junior open: Karen Serlet, Scholieren: Iris Neels, Kadetten: Nathalie Stevens, Miniemen: ???, Pionnen: Sophie Brion. Tot verbijstering van heel sportief België, slagen onze politiekers erin om de paasvakanties totaal niet te laten overlappen. Het jeugdkampioenschap wordt nood gedwongen op twee weekends gespeeld in Brussel. |
| 1994 | Mol                                             | Junioren gesloten: Jeroen Claesen, Junioren open: Joachim Demoulin, Junioren +18: Dimitri Lefever, Scholieren: Mathias De Wachter, Kadetten: Cemil Gulbas, Miniemen: Philippe Verduyn, Pionnen: Christoph Gregoir. Meisjes kampioenen: Junioren open: Stien Storme, Junioren +18: Gersende Heremans, Scholieren: Bea Bruegelmans, Kadetten: Nathalie Stevens, Miniemen: Iris Van Steenwinckel, Pionnen: Sophie Brion. |
| 1993 | De Haan                                         | Junioren gesloten: Steven Soetewey, Junioren open: Edo Beukenhorst, Scholieren: Patrick Windels, Kadetten: Felix Beeckmans, Miniemen: Linton Donovan, Pionnen: Christophe Gregoir. Meisjeskampioenen: Junioren open: Wietske Hoogewerf, Scholieren: Stien Storme, Kadetten: Valerie Wijnants, Miniemen: Lieselot Deleersnijder, Pionnen: Sophie Brion. |
| 1992 | Virton                                          | Junioren gesloten: Martin Ahn, Junior open: Wim Maes, Kadetten: Frederic Verduyn, Miniemen: Mathias De Wachter, Pionnen: S. Michel Meisjeskampioenen: Junioren open: Aurore Gillet, Kadetten: ???, Miniemen: Iris Neels, Pionnen: ???. Na lange discussies en felle standpunten komt er uiteindelijk een vergelijk tussen Vlamingen en Franstaligen om een gesloten toernooi te organiseren. |
| 1991 | Deinze                                          | Junioren: Eddy Van Beers en Kim Le Quang, Juniorenen open: Steven Soetewey, Kadetten: Itamar Faybish, Miniemen: Tom Piceu Meisjeskampioenen: Junioren: Petra Verstappen, Kadetten: Maureen Verstappen. |
| 1990 | Visé                                            | Junioren: Kim Le Quang, Kadetten: Ben Craps, Miniemen: Patrick Windels. Meisjeskampioenen: Junioren: Martine Van Hecke, Kadetten: Laurence Psonka, Miniemen: ???. |
| 1989 | St-Georges                                      | Junioren: Geert De Meyer, Kadetten: Stefan Docx, Miniemen: Severine Thermol. Meisjeskampioenen: Junioren: Martine Van Hecke, Kadetten: Laurence Psonka, Miniemen: Severine Thermol. |
| 1988 | Oostmalle                                       | Junioren: Pieter Claesen, Kadetten: Jeroen Claesen, Miniemen: Itamar Faybish. Meisjeskampioenen: Junioren Karin Van den Berghe, Kadetten: Aurore Gillet, Miniemen: Severine Thermol. |
| 1987 | Luik                                            | Junioren: Peter Petri, Kadetten: Johan Kocur, Miniemen: Dimitri Lefever. Meisjeskampioenen: Junioren: Viviane Caels, Kadetten: Christine Pierre, Miniemen: Laurence Psonka. |
| 1986 | Sint-Niklaas                                    | Junioren: Geert Wets, Kadetten: Pascal Vandevoort, Miniemen: Mark De Smedt. Meisjeskampioenen: Junioren: Nadia Kever, Kadetten: Kristien Van Vooren, Miniemen: Diana Boons. |
| 1985 | Nassogne                                        | Junioren: Marc Foguenne, Kadetten: Pascal Vandevoort, Miniemen: Jeroen Claesen Meisjeskampioenen: Junioren: Nadia Kever, Kadetten: Martina Sproten, Miniemen: Claude André. |
| 1984 | Sint-Niklaas                                    | Junioren Bruno Lacroix, scholieren: Peter Petri, Kadetten: Geert Van Wonterghem, Pionnen: Jeroen Claesen. Meisjeskampioen: Sabine Ghesquiere. |
| 1983 | Arlon                                           | Junioren: Tjacco Van Der Meer, Scholieren: Serge Costa, Kadetten: Pieter Claesen, Miniemen: Martin Ahn, Pionnen: Paiko Hoskens, Meisjeskampioenen: Junioren: Chantal Vandevoort, Scholieren: Viviane Caels en Christel Vandersteegen, Kadetten: Martina Sproten, Miniemen: Nadine Kalpers, Pionnen: Christelle Colette |
| 1982 | Oostende                                        | Junioren: Luc Winants, Scholieren: Tjacco Van Der Meer, Kadetten: David Legly, Miniemen: Pieter Claesen, Pionnen: Martin Ahn. Meisjeskampioenen: Junioren: Ilona Maseyczik, Scholieren: Chantal Vandevoort, Kadetten: Nadia Kever, Miniemen: Nathalie Kalpers, Pionnen: Daniela Bergmans. |
| 1981 | Luik / Eynatten                                 | Luik: Junioren: Gorik Cools, Scholieren: Dirk Welvaert, Kadetten: Tjacco Van Der Meer, Miniemen: Igor De Kegel, Pionnen: Pieter Claesen. Eynatten: Meisjeskampioenen: Junioren: Alice Loo en Griet Vereecke (samen gedeeld eerste), Scholieren: Chantal Vandevoort, Kadetten: Viviane Caels, Miniemen: Martina Sproten, Pionnen: Nadine Kalpers. |
| 1980 | Luik                                            | Junioren: Danilo Canda, Scholieren: Alain Minnebo, Kadetten: Robert Morschels, Miniemen: Roland Maus, Pionnen: Marc Gillet, Meisjeskampioen in Bassevelde: Griet Vereecke |
| 1979 | Sint-Niklaas                                    | Hoofdgroep: Gorik Cools, junioren: Xavier Huybrechts, scholieren: Johan Verbeke, Kadetten: Dirk Welvaert en miniemen: Roland Maus |
| 1978 | Hoboken                                         | Junioren: Norbert Bergmans, scholieren: Ralph Breuer, kadetten: Gorik Cools, miniemen: Edwin De Baene en pionnen: Peter Broekhuizen. Meisjes: Simonne Peeters. |
| 1977 | Oostende                                        | Junioren: Chris Ghysels, scholieren: Marc Dutreeuw, kadetten: Luc Winants en miniemen: Edwin De Baene Meisje: Anita Winters |
| 1976 | Assenede-Eeklo                                  | Walter Tonoli, Meisjes: Brenda De Corte. (Sint-Gillis-Waas?) |
| 1975 | Gent                                            | Chris Ghysels, meisjeskampioen: Simonne Peeters en Brenda De Corte. |
| 1974 | Eeklo                                           | Junioren: Bruno De Jonghe, Scholieren: Jan Bafort, Kadetten: Helmut Cardon. |
| 1973 | Brugge                                          | Junioren: Ronny Weemaes, Johan Goormachtigh en Bruno De Jonghe Scholieren: Gunter Deleyn, Kadetten Bernd Loo en Marc Daels. |
| 1972 | Menen                                           | Junioren: Johan Goormachtigh, Alain Defize, Ronny Weemaes Scholieren: Denis Luminet, Kadetten: Walter Tonoli en Chris Ghysels. |
| 1971 | Sint-Niklaas                                    | Junioren: Bruno De Jonghe, Scholieren: Ronny Weemaes, Kadetten: Jacques Roland. |
| 1970 | Zoersel                                         | Junioren: Marcel Roofthooft, Scholieren: Johan Goormachtigh, Kadetten: Denis Luminet. |
| 1969 | Bredene                                         | Junioren: Richard Meulders, Scholieren: Bruno De Jonghe, Kadetten: Ronny Weemaes. |
| 1968 | Eupen                                           | Junioren: Richard Meulders, Scholieren: Marcel Roofthooft en Leven Rudie, Kadetten: Johan Goormachtigh en Bruno De Jonghe. |
| 1967 | Nassogne                                        | Juniores: Eric Everaert en Roeland Mollekens (Eric won achteraf de tweekamp in Antwerpen/Brussel met 2-0), Scholieren: Peter De Jonghe, Kadetten: Patrick Boucqué. |
| 1966 | Brussel                                         | Junioren: Jan Rooze scholieren: Roeland Mollekens en kadetten: Peter De Jonghe en Michel Mulckers. |
| 1965 | Mortsel                                         | Junioren: Andre Willems en Jan Rooze, Scholieren: Richard Meulders en Eric Everaert, Kadetten: J. Rogiers. |
| 1964 | Gent                                            | Junioren: Roeland Verstraeten, Scholieren: Jan Rooze, Kadetten: Richard Meulders. |
| 1963 | Antwerpen                                       | Junioren: Marck Bonne, Scholieren: Marcel Van Herck en Gerald Goetgeluck en kadetten: Jacob Koen |
| 1962 | Antwerpen                                       | Junioren: Marc Bratzlavsky, Scholieren: Roeland Verstraeten, Kadetten: Eric Everaert. |
| 1961 | Eupen                                           | Junioren: Bernard De Bruycker, Scholieren: Marck Bonne, Kadetten: André Willems en Zimmerman |
| 1960 | Gent                                            | Junioren: Rik Wostyn, Kadetten: Marcel en Paul Van Herck. |
| 1959 | Brugge                                          | Bernard De Bruycker en Rik Wostyn |
| 1958 | Antwerpen                                       | Junioren: Bernard De Bruycker en Rik Wostyn, Kadetten: Marck Bonne en Jules De Bie (3 deelnemers) |
| 1957 | Brussel                                         | Grosemans en Van Wambeke |
| 1956 | Gent                                            | Junioren: Gustave Somers, Kadetten: Bernard De Bruycker |
| 1955 | Antwerpen                                       | Gustave (Stafke) Somers |
| 1954 | Niet betwist                                    | |
| 1953 | Antwerpen                                       | Josef Boey |
| 1952 | Geraardsbergen                                  | Billy Coosemans |
| 1951 | Antwerpen                                       | Billy Coosemans |

## Palmares Belgisch kampioenschap per correspondienties
| #  | Jaar      | Eindwinnaar(s)              |
| 78 | 2022-2024 | Peter Groot                 |
| 77 | 2021-2022 | Aime Truyens - Didier Cloës |
| 76 | 2020-2021 | Aime Truyens - Peter Groot  |
| 75 | 2019-2020 | Bert Schreurs               |
| 74 | 2018-2020 | Willem Casier               |
| 73 | 2017-2018 | Jean Marc Depasse           |
| 72 | 2016-2018 | Francis Cottegnie           |
| 71 | 2015-2017 | Ayme Truyens                |
| 70 | 2014-2015 | Frédéric Mignon             |
| 69 | 2013-2014 | Frédéric Mignon             |
| 68 | 2012-2013 | Jean Marc Depasse           |
| 67 | 2011-2013 | Dirk Ghysens                |
| 66 | 2010-2011 | Dirk Ghysens                |
| 65 | 2009-2010 | Dirk Ghysens                |
| 64 | 2008-2010 | Frédéric Mignon             |
| 63 | 2008-2009 | Dirk Ghysens                |
| 62 | 2007-2008 | Alexis Vanosmael            |
| 61 | 2005-2008 | Yen Peeren                  |
| 60 | 2004-2007 | André Everaert              |

### Voetnoten
1. ↑  Experten • BK Schaken 2025 (13 mei 2025). Geraadpleegd op 16 juli 2025.
2. ↑  Belgisch Kampioenschap 2024 - Gesloten Reeks. www.frbe-kbsb.be. Geraadpleegd op 15 juli 2024.
3. 1 2  Hoofdtoernooi. BK Schaken Lier. Geraadpleegd op 15 juli 2024.
4. ↑  Belgian Championship Experts 2023. www.frbe-kbsb.be. Geraadpleegd op 20 augustus 2023.
5. 1 2  BRUGSE MEESTERS. sites.google.com. Geraadpleegd op 20 augustus 2023.
6. ↑  Belgian Championship Experts 2022. www.frbe-kbsb.be. Geraadpleegd op 15 juli 2023.
7. ↑  Belgisch Kampioenschap Experten 2021. www.frbe-kbsb.be. Geraadpleegd op 15 juli 2023.
8. ↑  https://www.frbe-kbsb.be/sites/manager/GestionSWAR/SwarResults/303/200815-000e2143-%7B67bd9ba4-6c92-441e-8790-fe618fda41cb%7D.html
9. ↑  Belgian Championship 2019 Experts. www.frbe-kbsb.be. Geraadpleegd op 15 juli 2023.
10. ↑  Belgian Championship 2018 Experts. www.frbe-kbsb.be. Geraadpleegd op 15 juli 2023.
11. ↑  Gearchiveerde kopie. Gearchiveerd op 21 september 2018. Geraadpleegd op 13 juli 2017.
12. ↑  http://schaakfabriek.be/2016/07/10/ringoir-en-roos-verzilveren-favorietenrol/comment-page-1/#comment-28610
13. ↑  http://schaakfabriek.be/2015/07/13/hovhannissyan-niet-meer-bedreigd/
14. ↑  http://schaakfabriek.be/2014/07/13/van-der-stricht-vermorzelt-hovhanisian/
15. ↑  http://schaakfabriek.be/2013/07/14/ringoir-belgisch-kampioen-na-waar-spektakel/
16. ↑  (en) Belgisch Kampioenschap Experten 2013 | ChessPrime. chessprime.com. Geraadpleegd op 20 juli 2023.
17. ↑  http://schaakfabriek.be/2012/07/08/ringoir-ik-heb-dit-toernooi-zonder-stress-gespeeld/
18. ↑  RINGOIR WINT BELGISCH KAMPIOENSCHAP SCHAKEN TE LOMMEL. Het Belang van Limburg (10 juli 2012). Geraadpleegd op 24 juli 2023.
19. ↑  http://schaakfabriek.be/2011/07/10/wie-wint-de-gesloten-reeks/
20. ↑  BK2011. web.archive.org (7 juli 2011). Gearchiveerd op 7 juli 2011. Geraadpleegd op 15 juli 2023.
21. ↑  Hovhanisian blijft Belgisch Kampioen. Geraadpleegd op 22 juli 2023.
22. 1 2 3 4 5 6 7 8 9 10 11 12 13 14 15 16 17 18 19 20 21 22 23 24 25 26 27 28 29 30 31 32 33 34 35 36 37 38 39 40 41 42 43 44 45 46 47 48 49 50 51 52 53 54 55 56 57 58 59 60 61 62 63 64 65 66 67 68 69 70 71 72 73 74 75 76 77 78 79 80 81 82 83 84 85 86 87 88 89 90 91 92 93 94 95 96 97 98 99 100 101 102 103 104 105 106 107 108 109 110 111 112 113 114 115 116 117 118 119 120 121 122 123 124 125 126 127 128 129 130 131 132 133 134 135 136 137 138 139 140 141 142  Wayback Machine. web.archive.org. Gearchiveerd op 19 november 2020. Geraadpleegd op 21 juli 2023.
23. ↑  (en) Belgian championship, Ghent – Belgian Chess History. Geraadpleegd op 22 juli 2023.
24. ↑  (en) Belgian championship, Geel – Belgian Chess History. Geraadpleegd op 22 juli 2023.
25. ↑  (en) Belgian championship, Liège – Belgian Chess History. Geraadpleegd op 22 juli 2023.
26. ↑  (en) Belgian championship, Ghent – Belgian Chess History. Geraadpleegd op 22 juli 2023.
27. ↑  (en) Belgian championship, Geel – Belgian Chess History. Geraadpleegd op 22 juli 2023.
28. ↑  (en) Belgian championship, Geel – Belgian Chess History. Geraadpleegd op 22 juli 2023.
29. ↑  (en) Belgian championship, Charleroi – Belgian Chess History. Geraadpleegd op 22 juli 2023.
30. ↑  (en) Belgian championship, Visé – Belgian Chess History. Geraadpleegd op 22 juli 2023.
31. ↑  (en) Belgian championship, Morlanwelz – Belgian Chess History. Geraadpleegd op 22 juli 2023.
32. ↑  (en) Belgian championship, Geraardsbergen – Belgian Chess History. Geraadpleegd op 22 juli 2023.
33. ↑  (en) Belgian championship, Brasschaat – Belgian Chess History. Geraadpleegd op 22 juli 2023.
34. ↑  (en) Belgian championship, Ghent – Belgian Chess History. Geraadpleegd op 22 juli 2023.
35. ↑  (en) Belgian championship, play-off – Belgian Chess History. Geraadpleegd op 22 juli 2023.
36. ↑  (en) Belgian championship, Huy – Belgian Chess History. Geraadpleegd op 22 juli 2023.
37. ↑  (en) Belgian championship, Ostend – Belgian Chess History. Geraadpleegd op 22 juli 2023.
38. ↑  (en) Belgian championship, Anderlecht – Belgian Chess History. Geraadpleegd op 22 juli 2023.
39. ↑  (en) Belgian championship, Ghent – Belgian Chess History. Geraadpleegd op 22 juli 2023.
40. ↑  (en) Belgian championship, Huy – Belgian Chess History. Geraadpleegd op 22 juli 2023.
41. ↑  (en) Belgian championship, Veurne – Belgian Chess History. Geraadpleegd op 22 juli 2023.
42. ↑  (en) Belgian championship, Zwijnaarde – Belgian Chess History. Geraadpleegd op 22 juli 2023.
43. ↑  (en) Belgian championship, Sint-Niklaas – Belgian Chess History. Geraadpleegd op 22 juli 2023.
44. ↑  (en) Belgian championship, Sint-Niklaas – Belgian Chess History. Geraadpleegd op 22 juli 2023.
45. ↑  (en) Belgian championship, Ghent – Belgian Chess History. Geraadpleegd op 22 juli 2023.
46. ↑  (en) Belgian championship, Ostend – Belgian Chess History. Geraadpleegd op 22 juli 2023.
47. ↑  (en) Belgian championship, Ostend – Belgian Chess History. Geraadpleegd op 22 juli 2023.
48. ↑  (en) Belgian championship play-off, Anderlecht/Brussels/Ghent – Belgian Chess History. Geraadpleegd op 22 juli 2023.
49. ↑  (en) Belgian championship, Ghent – Belgian Chess History. Geraadpleegd op 22 juli 2023.
50. ↑  (en) Belgian championship, Hasselt – Belgian Chess History. Geraadpleegd op 22 juli 2023.
51. ↑  (en) Belgian championship, Ostend – Belgian Chess History. Geraadpleegd op 22 juli 2023.
52. ↑  (en) Belgian championship, Hasselt – Belgian Chess History. Geraadpleegd op 22 juli 2023.
53. ↑  (en) Belgian championship, Bredene – Belgian Chess History. Geraadpleegd op 22 juli 2023.
54. ↑  (en) Belgian championship, Spa – Belgian Chess History. Geraadpleegd op 22 juli 2023.
55. ↑  (en) Belgian championship, Brussels – Belgian Chess History. Geraadpleegd op 22 juli 2023.
56. ↑  (en) Belgian championship, Ostend – Belgian Chess History. Geraadpleegd op 22 juli 2023.
57. ↑  (en) Rooze, Jan – Belgian Chess History. Geraadpleegd op 27 juli 2023.
58. ↑  (en) Belgian championship, Brussels – Belgian Chess History. Geraadpleegd op 22 juli 2023.
59. ↑  (en) Belgian championship, Antwerp – Belgian Chess History. Geraadpleegd op 22 juli 2023.
60. ↑  (en) Belgian championship, Mechelen – Belgian Chess History. Geraadpleegd op 22 juli 2023.
61. ↑  (en) Belgian championship, Ghent – Belgian Chess History. Geraadpleegd op 22 juli 2023.
62. ↑  (en) Belgian championship, Brussels – Belgian Chess History. Geraadpleegd op 22 juli 2023.
63. ↑  (en) Belgian championship, Heist – Belgian Chess History. Geraadpleegd op 22 juli 2023.
64. ↑  (en) Belgian championship, Ghent – Belgian Chess History. Geraadpleegd op 22 juli 2023.
65. ↑  (en) Belgian championship, Blankenberge – Belgian Chess History. Geraadpleegd op 22 juli 2023.
66. ↑  (en) Belgian championship play-off match, Brussels/Bruges/Antwerp – Belgian Chess History. Geraadpleegd op 22 juli 2023.
67. ↑  (en) Belgian championship, Blankenberge – Belgian Chess History. Geraadpleegd op 22 juli 2023.
68. ↑  (en) Belgian championship, Blankenberge – Belgian Chess History. Geraadpleegd op 22 juli 2023.
69. ↑  (en) Belgian championship, Blankenberge – Belgian Chess History. Geraadpleegd op 22 juli 2023.
70. ↑  (en) Belgian championship, Merksem – Belgian Chess History. Geraadpleegd op 22 juli 2023.
71. ↑  (en) Belgian championship play-off – Belgian Chess History. Geraadpleegd op 22 juli 2023.
72. ↑  (en) Belgian championship, Bruges – Belgian Chess History. Geraadpleegd op 22 juli 2023.
73. ↑  (en) Belgian championship, Eupen – Belgian Chess History. Geraadpleegd op 22 juli 2023.
74. ↑  (en) Belgian championship, Ghent – Belgian Chess History. Geraadpleegd op 22 juli 2023.
75. ↑  (en) Belgian championship, Verviers – Belgian Chess History. Geraadpleegd op 22 juli 2023.
76. ↑  (en) Belgian championship, Ghent – Belgian Chess History. Geraadpleegd op 22 juli 2023.
77. ↑  (en) Belgian championship, Bruges – Belgian Chess History. Geraadpleegd op 23 juli 2023.
78. ↑  (en) Belgian championship, Bruges – Belgian Chess History. Geraadpleegd op 23 juli 2023.
79. ↑  (en) Belgian championship, Ostend – Belgian Chess History. Geraadpleegd op 23 juli 2023.
80. ↑  (en) Belgian championship, Antwerp – Belgian Chess History. Geraadpleegd op 23 juli 2023.
81. ↑  (en) Belgian championship, Ghent – Belgian Chess History. Geraadpleegd op 23 juli 2023.
82. ↑  https://www.freewebs.com/schaakhistorie_ea7/belgischch1945.htm
83. ↑  (en) Belgian championship, Brussels – Belgian Chess History. Geraadpleegd op 23 juli 2023.
84. ↑  Victor Soultanbeieff won het toernooi, maar was geen Belg
85. ↑  (en) Belgian championship, Namur – Belgian Chess History. Geraadpleegd op 23 juli 2023.
86. ↑  (en) Belgian championship, Brussels – Belgian Chess History. Geraadpleegd op 23 juli 2023.
87. ↑  (en) Belgian championship, Ghent – Belgian Chess History. Geraadpleegd op 23 juli 2023.
88. ↑  (en) Belgian championship, Antwerp – Belgian Chess History. Geraadpleegd op 23 juli 2023.
89. ↑  (en) Belgian championship, Liège – Belgian Chess History. Geraadpleegd op 23 juli 2023.
90. ↑  (en) Belgian championship, Brussels – Belgian Chess History. Geraadpleegd op 23 juli 2023.
91. ↑  (en) Belgian championship, Brussels – Belgian Chess History. Geraadpleegd op 23 juli 2023.
92. ↑  (en) Belgian championship, Brussels – Belgian Chess History. Geraadpleegd op 23 juli 2023.
93. ↑  (en) Belgian championship, Verviers – Belgian Chess History. Geraadpleegd op 23 juli 2023.
94. ↑  (en) Belgian championship, Antwerp – Belgian Chess History. Geraadpleegd op 23 juli 2023.
95. ↑  (en) Match for the Belgian championship, Ghent – Belgian Chess History. Geraadpleegd op 23 juli 2023.
96. ↑  (en) Belgian championship, Brussels – Belgian Chess History. Geraadpleegd op 23 juli 2023.
97. ↑  (en) Belgian championship, Ghent – Belgian Chess History. Geraadpleegd op 23 juli 2023.
98. ↑  (en) Belgian championship, Antwerp – Belgian Chess History. Geraadpleegd op 23 juli 2023.
99. ↑  (en) Colle, Edgard – Belgian Chess History. Geraadpleegd op 27 juli 2023.
100. ↑  (en) Belgian championship, Brussels – Belgian Chess History. Geraadpleegd op 23 juli 2023.
101. ↑  (en) Boruchowitz, Nicolas – Belgian Chess History. Geraadpleegd op 27 juli 2023.
102. ↑  Open • BK Schaken 2025 (5 februari 2025). Geraadpleegd op 16 juli 2025.
103. ↑  Belgisch Kampioenschap Schaken 2025 te Westerlo • BK Schaken 2025 (1 februari 2025). Geraadpleegd op 16 juli 2025.
104. ↑  Belgisch Kampioenschap 2024 - Open Reeks. www.frbe-kbsb.be. Geraadpleegd op 15 juli 2024.
105. ↑  BRUGSE MEESTERS 2023 OPEN. www.frbe-kbsb.be. Geraadpleegd op 20 augustus 2023.
106. ↑  Brugse Meesters 2022 Open- BK 2022. www.frbe-kbsb.be. Geraadpleegd op 13 juli 2023.
107. ↑  Brugse Meesters 2021 Open. www.frbe-kbsb.be. Geraadpleegd op 13 juli 2023.
108. ↑  https://www.frbe-kbsb.be/sites/manager/GestionSWAR/SwarResults/Kbsk/200815-00103014-%7Bc466589d-a18d-48d5-aa52-f69d5cf6c8f5%7D.html
109. ↑  Belgian Championship 2019 Open A 18th TIPC 2019 Open A. www.frbe-kbsb.be. Geraadpleegd op 13 juli 2023.
110. ↑  Belgian Championship 2018 Open A 17th TIPC 2018 Open A. www.frbe-kbsb.be. Geraadpleegd op 13 juli 2023.
111. ↑  Belgisch Kampioenschap schaken 2017. boey-temse.be. Geraadpleegd op 19 juli 2023.
112. ↑  https://web.archive.org/web/20160717092325/http://www.schach.be/bk2016/pdf/OpenTabelleR9Rating.pdf
113. ↑  Belgisch Kampioenschap. www.frbe-kbsb.be. Geraadpleegd op 20 juli 2023.
114. ↑  Open BK smelt samen met Open Charleroi. Geraadpleegd op 19 juli 2023.
115. ↑  Chess games database – Charleroi BEL, TIPC Open 2014. www.chessmix.com. Gearchiveerd op 19 december 2024. Geraadpleegd op 19 juli 2023.
116. ↑  (en) Belgisch Kampioenschap Open 2013 | ChessPrime. chessprime.com. Geraadpleegd op 20 juli 2023.
117. ↑  RINGOIR WINT BELGISCH KAMPIOENSCHAP SCHAKEN TE LOMMEL. Het Belang van Limburg (10 juli 2012). Geraadpleegd op 20 juli 2023.
118. ↑  https://web.archive.org/web/20110707104207/http://www.chesszone.be/bk2011html/open_swiss_nl.htm
119. ↑  Pion F. Gearchiveerd op 26 juli 2023. Geraadpleegd op 26 juli 2023.
120. ↑  http://schaakfabriek.be/2010/07/12/gespot-het-belgische-kampioenschap-bij-de-dames/#more-2963
121. ↑  http://schaakfabriek.be/2009/07/12/hovhanisian-eindelijk-kampioen/
122. ↑  http://schaakfabriek.be/2008/07/13/bk-ronde-9/#more-554 http://schaakfabriek.be/2009/02/08/barbier-en-degrande-belgisch-dameskampioen/
123. ↑  Marigje Degrande is toch Belgisch kampioene!. Geraadpleegd op 3 augustus 2023.
124. ↑  Barbier én Degrande Belgisch dameskampioen. Geraadpleegd op 3 augustus 2023.
125. 1 2  https://web.archive.org/web/20100328010329/http://www.namurechecs.net/cb2007/
126. 1 2 3 4 5 6 7 8 9 10 11 12  Championnat de Belgique d'échecs op de Franse Wikipedia
127. ↑  (en) Belgian championship, Ghent – Belgian Chess History. Geraadpleegd op 26 juli 2023.
128. ↑  (en) Belgian championship, Geel – Belgian Chess History. Geraadpleegd op 26 juli 2023.
129. ↑  (en) Belgian championship, Liège – Belgian Chess History. Geraadpleegd op 26 juli 2023.
130. ↑  (en) Belgian championship, Geel – Belgian Chess History. Geraadpleegd op 26 juli 2023.
131. ↑  (en) Belgian championship, Geel – Belgian Chess History. Geraadpleegd op 25 juli 2023.
132. ↑  (en) Belgian championship, Morlanwelz – Belgian Chess History. Geraadpleegd op 25 juli 2023.
133. ↑  (en) Belgian championship, Geraardsbergen – Belgian Chess History. Geraadpleegd op 25 juli 2023.
134. ↑  (en) Belgian championship, Brasschaat – Belgian Chess History. Geraadpleegd op 25 juli 2023.
135. ↑  (en) Belgian championship, Ghent – Belgian Chess History. Geraadpleegd op 25 juli 2023.
136. ↑  (en) Belgian championship, Huy – Belgian Chess History. Geraadpleegd op 25 juli 2023.
137. ↑  (en) Belgian championship, Ostend – Belgian Chess History. Geraadpleegd op 25 juli 2023.
138. ↑  (en) Belgian championship, Anderlecht – Belgian Chess History. Geraadpleegd op 25 juli 2023.
139. ↑  (en) Belgian championship, Ghent – Belgian Chess History. Geraadpleegd op 25 juli 2023.
140. ↑  (en) Belgian championship, Huy – Belgian Chess History. Geraadpleegd op 25 juli 2023.
141. ↑  (en) Belgian championship, Veurne – Belgian Chess History. Geraadpleegd op 25 juli 2023.
142. ↑  (en) Belgian championship, Sint-Niklaas – Belgian Chess History. Geraadpleegd op 25 juli 2023.
143. ↑  (en) Belgian women’s championship, Moerbeke – Belgian Chess History. Geraadpleegd op 22 juli 2023.
144. ↑  (en) Belgian women’s championship, Ghent – Belgian Chess History. Geraadpleegd op 22 juli 2023.
145. ↑  (en) Belgian women’s championship – Belgian Chess History. Geraadpleegd op 22 juli 2023.
146. ↑  (en) Belgian women’s championship, Elsene – Belgian Chess History. Geraadpleegd op 24 juli 2023.
147. ↑  (en) Belgian women’s championship, Antwerp – Belgian Chess History. Geraadpleegd op 24 juli 2023.
148. ↑  (en) Belgian women’s championship, Brussels – Belgian Chess History. Geraadpleegd op 24 juli 2023.
149. ↑  (en) Belgian women’s championship, Antwerp – Belgian Chess History. Geraadpleegd op 24 juli 2023.
150. ↑  (en) Belgian women’s championship, Antwerp – Belgian Chess History. Geraadpleegd op 24 juli 2023.
151. ↑  Gebaseerd op fefb.be en  Vademecum (p. 233). Men kan deze tabel ook vinden op: https://docs.google.com/spreadsheets/d/10HphY6wdKy2sBAlWZBIN9x895hcBx9TT7lFyzDdAudI/edit?usp=sharing.
152. ↑  https://web.archive.org/web/20170525211340/http://users.skynet.be/a.okelly/Palmaressen.htm
153. ↑  BJK CBJ 2025 U20. www.frbe-kbsb.be. Geraadpleegd op 10 maart 2025.
154. ↑  BJK CBJ 2025 U18. www.frbe-kbsb.be. Geraadpleegd op 10 maart 2025.
155. ↑  BJK CBJ 2025 U16. www.frbe-kbsb.be. Geraadpleegd op 10 maart 2025.
156. ↑  BJK CBJ 2025 U14. www.frbe-kbsb.be. Geraadpleegd op 10 maart 2025.
157. ↑  BJK CBJ 2025 U12. www.frbe-kbsb.be. Geraadpleegd op 10 maart 2025.
158. ↑  BJK CBJ 2025 U10. www.frbe-kbsb.be. Geraadpleegd op 10 maart 2025.
159. ↑  BJK CBJ 2025 U08. www.frbe-kbsb.be. Geraadpleegd op 10 maart 2025.
160. ↑  Turnhout. www.bycco.be. Geraadpleegd op 14 mei 2024.
161. ↑  BJK CBJ 2024 20. www.frbe-kbsb.be. Geraadpleegd op 14 mei 2024.
162. ↑  BJK CBJ 2024 18. www.frbe-kbsb.be. Geraadpleegd op 14 mei 2024.
163. ↑  BJK CBJ 2024 16. www.frbe-kbsb.be. Geraadpleegd op 14 mei 2024.
164. ↑  BJK CBJ 2024 14. www.frbe-kbsb.be. Geraadpleegd op 14 mei 2024.
165. ↑  BJK CBJ 2024 12. www.frbe-kbsb.be. Geraadpleegd op 14 mei 2024.
166. ↑  BJK CBJ 2024 10. www.frbe-kbsb.be. Geraadpleegd op 14 mei 2024.
167. ↑  BJK CBJ 2024 08. www.frbe-kbsb.be. Geraadpleegd op 14 mei 2024.
168. ↑  BJK CBJ 2023 20. www.frbe-kbsb.be. Geraadpleegd op 14 juli 2023.
169. ↑  BJK CBJ 2023 18. www.frbe-kbsb.be. Geraadpleegd op 14 juli 2023.
170. ↑  BJK CBJ 2023 16. www.frbe-kbsb.be. Geraadpleegd op 14 juli 2023.
171. ↑  BJK CBJ 2023 14. www.frbe-kbsb.be. Geraadpleegd op 14 juli 2023.
172. ↑  BJK CBJ 2023 12. www.frbe-kbsb.be. Geraadpleegd op 14 juli 2023.
173. ↑  BJK CBJ 2023 10. www.frbe-kbsb.be. Geraadpleegd op 14 juli 2023.
174. ↑  BJK CBJ 2023 08. www.frbe-kbsb.be. Geraadpleegd op 14 juli 2023.
175. 1 2 3  BJK CBJ 2022 20BG. www.frbe-kbsb.be. Geraadpleegd op 13 juli 2023.
176. ↑  BJK CBJ 2022 18BG. www.frbe-kbsb.be. Geraadpleegd op 13 juli 2023.
177. ↑  BJK CBJ 2022 16B. www.frbe-kbsb.be. Geraadpleegd op 13 juli 2023.
178. ↑  BJK CBJ 2022 14B. www.frbe-kbsb.be. Geraadpleegd op 13 juli 2023.
179. ↑  BJK CBJ 2022 12B. www.frbe-kbsb.be. Geraadpleegd op 13 juli 2023.
180. 1 2  BJK CBJ 2022 10BG. www.frbe-kbsb.be. Geraadpleegd op 13 juli 2023.
181. ↑  BJK CBJ 2022 08B. www.frbe-kbsb.be. Geraadpleegd op 13 juli 2023.
182. ↑  BJK CBJ 2022 16G. www.frbe-kbsb.be. Geraadpleegd op 13 juli 2023.
183. ↑  BJK CBJ 2022 14G. www.frbe-kbsb.be. Geraadpleegd op 13 juli 2023.
184. ↑  BJK CBJ 2022 12G. www.frbe-kbsb.be. Geraadpleegd op 13 juli 2023.
185. ↑  BJK CBJ 2022 08G. www.frbe-kbsb.be. Geraadpleegd op 13 juli 2023.
186. ↑  BJK CBJ 2021 20BG. www.frbe-kbsb.be. Geraadpleegd op 14 juli 2023.
187. ↑  BJK CBJ 2021 18BG. www.frbe-kbsb.be. Geraadpleegd op 14 juli 2023.
188. ↑  BJK CBJ 2021 16B. www.frbe-kbsb.be. Geraadpleegd op 14 juli 2023.
189. ↑  BJK CBJ 2021 14B. www.frbe-kbsb.be. Geraadpleegd op 14 juli 2023.
190. ↑  BJK CBJ 2021 12B. www.frbe-kbsb.be. Geraadpleegd op 14 juli 2023.
191. ↑  BJK CBJ 2021 10B. www.frbe-kbsb.be. Geraadpleegd op 14 juli 2023.
192. ↑  BJK CBJ 2021 08B. www.frbe-kbsb.be. Geraadpleegd op 14 juli 2023.
193. ↑  BJK CBJ 2021 16G. www.frbe-kbsb.be. Geraadpleegd op 14 juli 2023.
194. ↑  BJK CBJ 2021 14G. www.frbe-kbsb.be. Geraadpleegd op 14 juli 2023.
195. ↑  BJK CBJ 2021 12G. www.frbe-kbsb.be. Geraadpleegd op 14 juli 2023.
196. ↑  BJK CBJ 2021 10G. www.frbe-kbsb.be. Geraadpleegd op 14 juli 2023.
197. ↑  BJK CBJ 2021 08G. www.frbe-kbsb.be. Geraadpleegd op 14 juli 2023.
198. 1 2  BJK CBJ 2019 -20BG. www.frbe-kbsb.be. Geraadpleegd op 27 juli 2023.
199. ↑  BJK CBJ 2019 -18B. www.frbe-kbsb.be. Geraadpleegd op 27 juli 2023.
200. ↑  BJK CBJ 2019 -16B. www.frbe-kbsb.be. Geraadpleegd op 27 juli 2023.
201. ↑  BJK CBJ 2019 -14B. www.frbe-kbsb.be. Geraadpleegd op 27 juli 2023.
202. ↑  BJK CBJ 2019 -12B. www.frbe-kbsb.be. Geraadpleegd op 27 juli 2023.
203. ↑  BJK CBJ 2019 -10B. www.frbe-kbsb.be. Geraadpleegd op 27 juli 2023.
204. 1 2  BJK CBJ 2019 -08BG. www.frbe-kbsb.be. Geraadpleegd op 27 juli 2023.
205. ↑  BJK CBJ 2019 -18G. www.frbe-kbsb.be. Geraadpleegd op 27 juli 2023.
206. ↑  BJK CBJ 2019 -16G. www.frbe-kbsb.be. Geraadpleegd op 27 juli 2023.
207. ↑  BJK CBJ 2019 -14G. www.frbe-kbsb.be. Geraadpleegd op 27 juli 2023.
208. ↑  BJK CBJ 2019 -12G. www.frbe-kbsb.be. Geraadpleegd op 27 juli 2023.
209. ↑  BJK CBJ 2019 -10G. www.frbe-kbsb.be. Geraadpleegd op 27 juli 2023.
210. 1 2  BJK CBJ 2018 -20. www.frbe-kbsb.be. Geraadpleegd op 28 juli 2023.
211. 1 2  BJK CBJ 2018 -18. www.frbe-kbsb.be. Geraadpleegd op 28 juli 2023.
212. ↑  BJK CBJ 2018 -16 Boys. www.frbe-kbsb.be. Geraadpleegd op 28 juli 2023.
213. ↑  BJK CBJ 2018 -14 Boys. www.frbe-kbsb.be. Geraadpleegd op 28 juli 2023.
214. ↑  BJK CBJ 2018 -12 Boys. www.frbe-kbsb.be. Geraadpleegd op 28 juli 2023.
215. ↑  BJK CBJ 2018 -10 Boys. www.frbe-kbsb.be. Geraadpleegd op 28 juli 2023.
216. 1 2  BJK CBJ 2018 -8. www.frbe-kbsb.be. Geraadpleegd op 28 juli 2023.
217. ↑  BJK CBJ 2018 -16 Girls. www.frbe-kbsb.be. Geraadpleegd op 28 juli 2023.
218. ↑  BJK CBJ 2018 -14 Girls. www.frbe-kbsb.be. Geraadpleegd op 28 juli 2023.
219. ↑  BJK CBJ 2018 -12 Girls. www.frbe-kbsb.be. Geraadpleegd op 28 juli 2023.
220. ↑  BJK CBJ 2018 -10 Girls. www.frbe-kbsb.be. Geraadpleegd op 28 juli 2023.
221. ↑  De Vleeschauwer bekroont toernooi, Sterck pakt de -18…. Geraadpleegd op 28 juli 2023.
222. ↑  Belgisch Jeugdkampioenschap 2017. www.frbe-kbsb.be. Geraadpleegd op 28 juli 2023.
223. 1 2  Wayback Machine. web.archive.org. Gearchiveerd op 4 maart 2017. Geraadpleegd op 29 juli 2023.
224. 1 2  Wayback Machine. web.archive.org. Gearchiveerd op 5 maart 2017. Geraadpleegd op 29 juli 2023.
225. 1 2  Wayback Machine. web.archive.org. Gearchiveerd op 4 maart 2017. Geraadpleegd op 29 juli 2023.
226. 1 2  Wayback Machine. web.archive.org. Gearchiveerd op 4 maart 2017. Geraadpleegd op 29 juli 2023.
227. 1 2  Wayback Machine. web.archive.org. Gearchiveerd op 4 maart 2017. Geraadpleegd op 29 juli 2023.
228. ↑  Belgisch Jeugdkampioenschap 2016. www.frbe-kbsb.be. Geraadpleegd op 31 juli 2023.
229. ↑  BJK van start zonder elitereeks. Geraadpleegd op 28 juli 2023.
230. ↑  De eerste kampioenen zijn bekend. Geraadpleegd op 28 juli 2023.
231. ↑  Wordt Dries Van Malder de eerste BJK 2016?. Geraadpleegd op 28 juli 2023.
232. ↑  De kampioenen op een rij. Geraadpleegd op 28 juli 2023.
233. ↑  Yordi De Block zorgt voor grootste verrassing. Geraadpleegd op 28 juli 2023.
234. ↑  Wayback Machine. web.archive.org. Gearchiveerd op 4 maart 2017. Geraadpleegd op 29 juli 2023.
235. ↑  “Tijdsindeling was beslissend”. Geraadpleegd op 29 juli 2023.
236. ↑  Belgische kampioenen zijn bekend. Geraadpleegd op 29 juli 2023.
237. ↑  BJK CBJ 2013 Elite. web.archive.org (14 april 2013). Gearchiveerd op 14 april 2013. Geraadpleegd op 1 augustus 2023.
238. 1 2  BJK CBJ 2013 -20-18. web.archive.org (13 april 2013). Gearchiveerd op 13 april 2013. Geraadpleegd op 1 augustus 2023.
239. 1 2  BJK CBJ 2013 -16. web.archive.org (15 mei 2013). Gearchiveerd op 15 mei 2013. Geraadpleegd op 1 augustus 2023.
240. 1 2  BJK CBJ 2013 -14. web.archive.org (14 april 2013). Gearchiveerd op 14 april 2013. Geraadpleegd op 1 augustus 2023.
241. ↑  BJK CBJ 2013 -12 Boys. web.archive.org (14 april 2013). Gearchiveerd op 14 april 2013. Geraadpleegd op 1 augustus 2023.
242. 1 2  BJK CBJ 2013 -10. web.archive.org (16 april 2013). Gearchiveerd op 16 april 2013. Geraadpleegd op 1 augustus 2023.
243. 1 2  BJK CBJ 2013 -8. web.archive.org (16 april 2013). Gearchiveerd op 16 april 2013. Geraadpleegd op 1 augustus 2023.
244. ↑  BJK CBJ 2013 -12 Girls. web.archive.org (14 april 2013). Gearchiveerd op 14 april 2013. Geraadpleegd op 1 augustus 2023.
245. ↑  Het BJK 2012: “Er was geen volwaardige kandidatuur” vs. “Wij hebben nooit anders gewerkt en plots zou er een probleem zijn”. Geraadpleegd op 29 juli 2023.
246. ↑  De gokchinees: het BK Jeugd 2012. Geraadpleegd op 29 juli 2023.
247. ↑  Hans Lysander: “Dit had ik nooit verwacht”. Geraadpleegd op 29 juli 2023.
248. ↑  David Roos: “Remise was geen optie”. Geraadpleegd op 29 juli 2023.
249. ↑  KBSK Jeugd - FRBE Jeunesse - KSB Jugend. web.archive.org (2 maart 2013). Gearchiveerd op 2 maart 2013. Geraadpleegd op 29 juli 2023.
250. ↑  BK Jeugd opnieuw in Houffalize. Geraadpleegd op 2 augustus 2023.
251. ↑  BJK CBJ 2010. web.archive.org (17 april 2010). Gearchiveerd op 17 april 2010. Geraadpleegd op 29 juli 2023.
252. 1 2  Results of the tournament. web.archive.org (27 september 2008). Gearchiveerd op 27 september 2008. Geraadpleegd op 30 juli 2023.
253. ↑  Belgian Junior Chess Championships 2008.
254. ↑  Belgian Junior Chess Championships 2008. web.archive.org (26 mei 2008). Gearchiveerd op 26 mei 2008. Geraadpleegd op 30 juli 2023.
255. ↑  Nils Nijs et Arno Bomans sont champions. Geraadpleegd op 2 augustus 2023.
256. ↑  Results of the tournament. web.archive.org (27 september 2008). Gearchiveerd op 27 september 2008. Geraadpleegd op 30 juli 2023.
257. ↑  Results of the tournament. web.archive.org (28 september 2008). Gearchiveerd op 28 september 2008. Geraadpleegd op 30 juli 2023.
258. ↑  Results of the tournament. web.archive.org (18 september 2008). Gearchiveerd op 18 september 2008. Geraadpleegd op 30 juli 2023.
259. ↑  Results of the tournament. web.archive.org (19 september 2008). Gearchiveerd op 19 september 2008. Geraadpleegd op 30 juli 2023.
260. ↑  Results of the tournament. web.archive.org (27 september 2008). Gearchiveerd op 27 september 2008. Geraadpleegd op 30 juli 2023.
261. ↑  Results of the tournament. web.archive.org (27 september 2008). Gearchiveerd op 27 september 2008. Geraadpleegd op 30 juli 2023.
262. ↑  Belgian Junior Chess Championships Overview. web.archive.org (26 april 2007). Gearchiveerd op 26 april 2007. Geraadpleegd op 30 juli 2023.
263. ↑  Wie zijn de andere Belgische kampioenen?. Geraadpleegd op 2 augustus 2023.
264. ↑  (en) Belgian junior championship, Vielsalm – Belgian Chess History. Geraadpleegd op 1 augustus 2023.
265. ↑  (en) Belgian elite junior championship, Leuven – Belgian Chess History. Geraadpleegd op 1 augustus 2023.
266. ↑  (en) Belgian junior championship, Vielsalm – Belgian Chess History. Geraadpleegd op 1 augustus 2023.
267. ↑  (en) Belgian junior championship, Virton – Belgian Chess History. Geraadpleegd op 1 augustus 2023.
268. ↑  (en) Belgian junior championship, Sint-Niklaas – Belgian Chess History. Geraadpleegd op 1 augustus 2023.
269. ↑  (en) Belgian junior championship, Ghent – Belgian Chess History. Geraadpleegd op 1 augustus 2023.
270. ↑  (en) Belgian junior championship, Bruges – Belgian Chess History. Geraadpleegd op 1 augustus 2023.
271. ↑  (en) Belgian junior championship, Menen – Belgian Chess History. Geraadpleegd op 1 augustus 2023.
272. ↑  Vooruit1971.pdf. Google Docs. Geraadpleegd op 17 augustus 2023.
273. ↑  (en) Belgian junior championship, Nassogne – Belgian Chess History. Geraadpleegd op 1 augustus 2023.
274. ↑  (en) Belgian junior championship play-off, Antwerp/Brussels – Belgian Chess History. Geraadpleegd op 1 augustus 2023.
275. ↑  (en) Belgian junior championship, Antwerp – Belgian Chess History. Geraadpleegd op 1 augustus 2023.
276. ↑  (en) Belgian junior championship, Bruges – Belgian Chess History. Geraadpleegd op 1 augustus 2023.
277. ↑  (en) Belgian junior championship, Antwerp – Belgian Chess History. Geraadpleegd op 1 augustus 2023.
278. ↑  (en) Belgian junior championship, Ghent – Belgian Chess History. Geraadpleegd op 1 augustus 2023.
279. ↑  (en) Belgian junior championship, Antwerp – Belgian Chess History. Geraadpleegd op 1 augustus 2023.
280. ↑  (en) Belgian junior championship, Antwerp – Belgian Chess History. Geraadpleegd op 1 augustus 2023.
281. ↑  (en) Belgian junior championship, Geraardsbergen – Belgian Chess History. Geraadpleegd op 1 augustus 2023.
282. ↑  78.Kampioenschap per correspondienties
283. ↑  77.kampioenschap per correspondienties
284. ↑  76.Kampioenschap per correspondienties
285. ↑  75.Kampioenschap per correspondientis
286. ↑  74.Kampioenschap per correspondientis
287. ↑  73.Kampioenschap per correspondienties
288. ↑  72.Kampioenschap per correspondienties
289. ↑  71.Kampioenschap per correspondienties
290. ↑  70.Kampienschap per correspondienties
291. ↑  69.Kampioenschap per correspondienties
292. ↑  68.Kampioenschap per correspondienties
293. ↑  67.Kampioenschap per correspondienties
294. ↑  66.Kampioenschap per correspondienties
295. ↑  65.Kampioenschap per correspondienties
296. ↑  64.Kampioenschap per correspondienties
297. ↑  63.Kampioenschap per correspondienties
298. ↑  62.Kampioenschap per correspondienties
299. ↑  61.Kampioenschap per correspondienties
300. ↑  60.Kampioenschap per correspondienties

American football · Atletiek (indoor · outdoor · 10 km · 1/2 marathon · marathon · veldlopen · meerkamp) · Autosport (rally) · Badminton · Basketbal (heren · dames) · Baseball · Beachvolleybal · Biljart (driebanden) · Dammen · Futsal · Gymnastiek (acro · trampoline) · Handbal (heren · dames) · Hockey (heren · dames) · IJshockey · Korfbal (zaal · veld) · Krachtbal · Kunstschaatsen · Motorcross (trial · zijspan) · Schaatsen · Schaken · Snooker · Squah · Strandvoetbal · Triatlon (sprint · middenafstand · olympische afstand · mixed relay · ploegen · cross) · Voetbal (heren · dames) · Waterskiën (racing) · Volleybal (heren · dames) · Wielrennen (tijdrijden · weg · piste · gravel · veld · mountainbike · BMX) · Zaalhockey (heren · dames) · Zaalvoetbal